# Patricius
Genre
Synonymes
- Themisia Zhdanko, 2002

Patricius est un genre d'insectes lépidoptères asiatiques (papillons) de la famille des Lycaenidae et de la sous-famille des Polyommatinae.

## Systématique et phylogénie
Le genre Patricius a été décrit par Zsolt Bálint (d) en 1991.
Son espèce type est Patricius felicis (Oberthür, 1886).
Le genre est classé dans la famille des Lycaenidae, la sous-famille des Polyommatinae et la tribu des Polyommatini.
Un temps synonymisé avec Albulina ou avec Plebejus, il a été réhabilité à la suite d'études sur la phylogénétique moléculaire des Polyommatini, qui le font apparaître comme le groupe frère d'un clade regroupant les genres Pamiria et Plebejus. 

## Liste des espèces
Selon Funet :
- Patricius gaborronkayi (Bálint, 1997) — Népal, Tibet
- Patricius felicis (Oberthür, 1886) — Tibet
- Patricius younghusbandi (Elwes, 1906) — Tibet
- Patricius lucifera (Staudinger, 1867) — Asie centrale
- Patricius lucifuga (Fruhstorfer, 1915) — Himalaya
- Patricius themis (Grum-Grshimailo, 1891) — Chine
- Patricius lucina (Grum-Grshimailo, 1902) — Chine
- Patricius sagona Zhdanko, 2002 — Tibet